# La Palabre stérile
La Palabre stérile est un roman de l'écrivain congolais Guy Menga,. Paru en 1968 aux éditions Clé, l'oeuvre reçoit le Grand Prix littéraire d'Afrique noire en 1969.